# Pelidnota
Pelidnota is een geslacht van kevers uit de  familie van de bladsprietkevers (Scarabaeidae).

## Soorten
- Pelidnota cuprea Germar, 1824
- Pelidnota kirbyi Gray in Griffith, 1832
- Pelidnota punctata Linnaeus, 1758